# Scaptotrigona ochrotricha
Scaptotrigona ochrotricha är en biart som först beskrevs av François du Buysson 1892.  Scaptotrigona ochrotricha ingår i släktet Scaptotrigona och familjen långtungebin. Inga underarter finns listade i Catalogue of Life.